# Tom Clarke (calciatore)
Thomas Clarke (Halifax, 21 dicembre 1987) è un ex calciatore inglese, di ruolo difensore.

## Biografia
Suo fratello maggiore Nathan è stato a sua volta un calciatore professionista.

## Carriera

### Club
Tra il 2008 ed il 2013 ha giocato 97 partite (99 play-off inclusi) con 3 gol segnati nella terza divisione inglese con la maglia dell'Huddersfield Town, con cui nella stagione 2012-2013 ha invece militato in seconda divisione, senza mai scendere però in campo in tale categoria. Durante la sua permanenza nel club ha anche trascorso un periodo in prestito in quinta divisione all'Halifax Town (club della sua città natale), un periodo in prestito in quarta divisione al Bradford City ed un periodo in prestito in terza divisione al Leyton Orient. Successivamente dal 2013 al 2020 ha militato ininterrottamente nel Preston N.E., club con cui ha segnato 15 reti in 252 presenze tra tutte le competizioni ufficiali e con cui ha trascorso due stagioni in terza divisione e cinque stagioni in seconda divisione, per un totale di 126 presenze e 7 reti in questa categoria. Dal 2020 al 2022 ha giocato invece in terza divisione, prima con il Salford City e poi con il Fleetwood Town, per poi trascorrere la stagione 2022-2023 in quinta divisione nuovamente all'Halifax Town.

### Nazionale
Ha giocato nelle nazionali giovanili inglesi Under-18 ed Under-19.

## Palmarès

### Club

#### Competizioni nazionali
- Football League Trophy: 1

Salford City: 2019-2020
- FA Trophy: 1

Halifax Town: 2022-2023